# Стејплс (Тексас)
Стејплс (енгл. Staples) град је у америчкој савезној држави Тексас. По попису становништва из 2010. у њему је живело 267 становника.

## Демографија
Према попису становништва из 2010. у граду је живело 267 становника.
| Група             | 2000.  | 2010.       |
| Белци             | . (.%) | 153 (57,3%) |
| Афроамериканци    | . (.%) | 2 (0,7%)    |
| Азијати           | . (.%) | 0 (0,0%)    |
| Хиспаноамериканци | . (.%) | 111 (41,6%) |
| Укупно            | .      | 267         |